# 惡毒號驅逐艦
惡毒號驅逐艦（法文：FFNF ，舷號：9,8,X82,X102,X02,D612），所屬第三、四共和、維琪與自由法國海軍，是法国海军在1930年代建造的6艘空想级大型驱逐舰之一，按建造工程编号为3号舰。

## 服役經歷

### 早期
惡毒號驅逐艦於1931年11月16日建造，1933年8月17日下水，1935年服役，隨後完工。之後姊妹艦可怖號、大膽號與空想號共同編入第10輕型師。另外三艘，即本艦、不屈號和凱旋號則加入第8輕型師，整級則共同分發到位在布雷斯特的第二輕型中隊（2eme Escadre légère）。
在1939年9月波蘭戰役爆发时，所有空想级大型驱逐舰全部被编入法国海军突袭舰队（Force de Raid），主要任务对抗德国海军，狩猎其破交艦隊与走私艦。很快，該艦隊接到一項任務，內容是隨隊伍 （第10輕型師） 前往法屬西非的達喀爾停泊，並在中大西洋進行巡航。12月返回法國本土。1940年4月底被轉移到法屬阿爾及利亞，目的是以免義大利加入二戰。之後又參與挪威戰役，但很快就回到地中海。6月義大利向法國宣戰後，她們為己國巡洋艦護航，並進行獵殺義大利艦艇的任務，但是失敗。6月第二次贡比涅停战协定簽署，法國投降。

### 所屬法西斯陣營
由於其停泊的地方屬於維琪法國的國土，於是變為所屬維琪法國的海軍艦艇。在法屬赤道非洲大部分地區於1940年8月宣布只承認自由法國後，政府當局派遣惡毒號和她的姐妹艦，護送一支巡洋艦部隊前往達喀爾，並於同年9月抵達，以恐嚇殖民地不要叛變。英國和自由法國派出一支部隊說服法屬西非加入自由法國，在當地駐軍拒絕了他們的請求時，達喀爾戰役開始了。惡毒在當時屬於正於當地停泊，所以也參與此戰役，她的工作是：在巡洋艦與英國船隻交戰時鋪設煙幕以保護巡洋艦。此外，她在此戰役期間，沒有損傷紀錄。

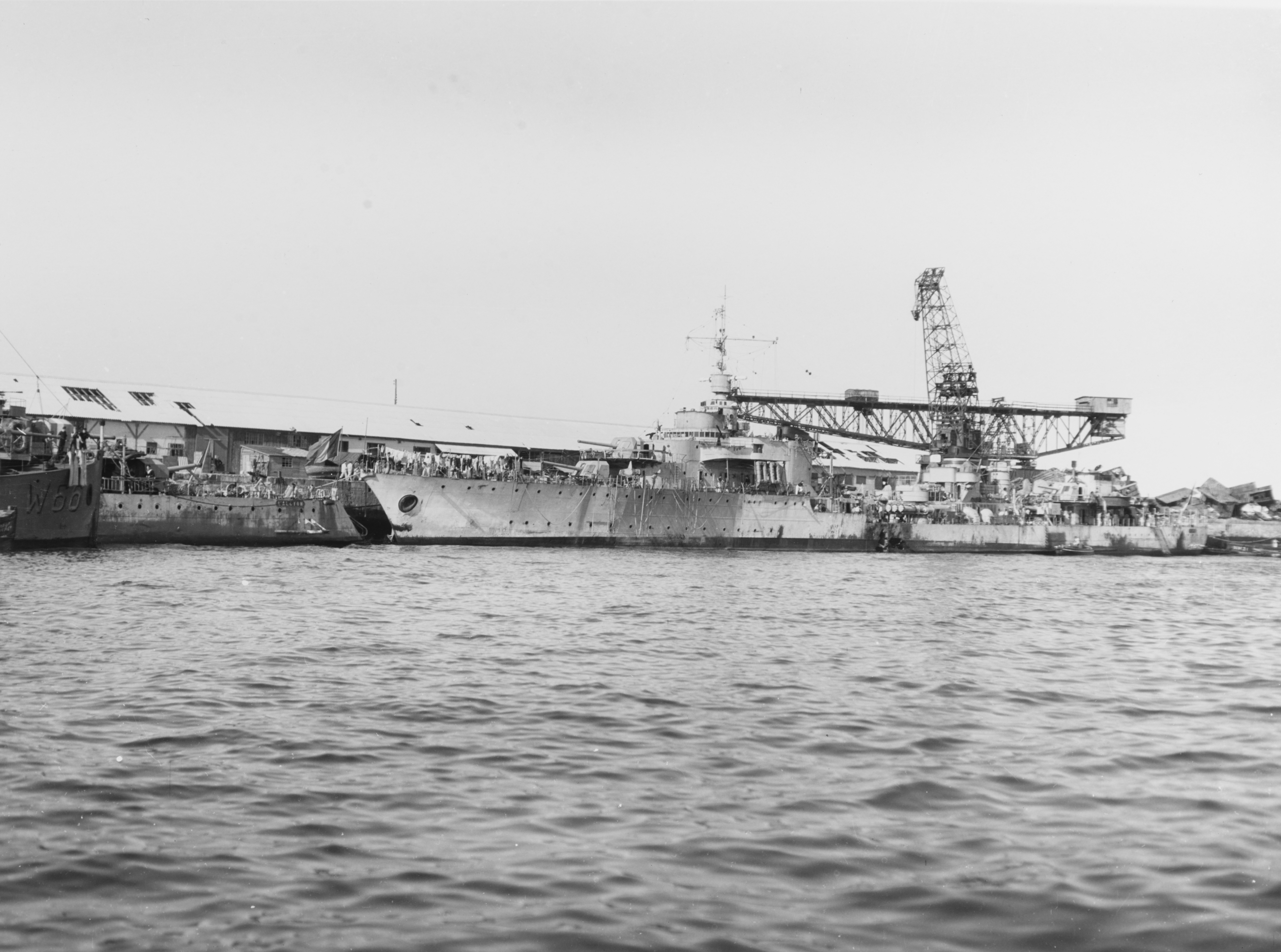
火炬行動後的惡毒號

1942年7月13日起，她在法屬摩洛哥卡薩布蘭卡停泊及維護，之後巧遇盟軍在11月發起的火炬行動。當盟軍機隊轟炸港口時，這艘船沒有被航彈命中，但從美軍的主力艦 —— 麻薩諸塞號戰艦 （BB-59）的主炮上發射的一枚口徑16英寸（406 毫米）的超重彈，命中惡毒號的船體，當場撕出一個大口子，使她的3號鍋爐失去作用並損失七名士兵。前引擎室和鍋爐室浸水，使其嚴重傾斜，整艘船當場癱瘓。因此，她後來被盟軍俘虜，在當地稍作修復。1943年中，只能使用一台渦輪發動機的惡毒號，前往位於美國麻薩諸塞州波士頓的波士頓海軍造船廠維修和現代化改造，她於當年6月26日抵達目的地，開始改造作業。

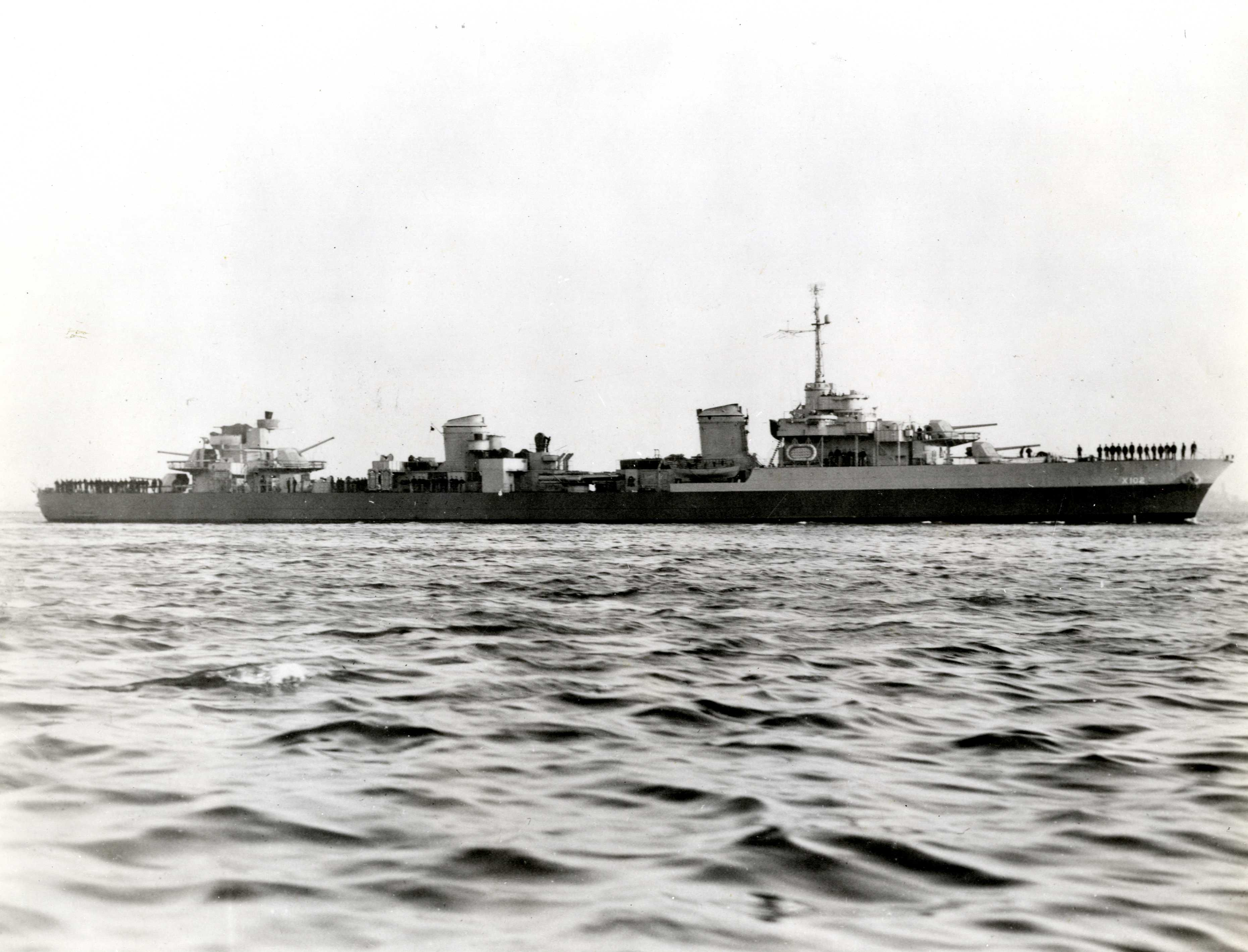
改造後的惡毒號

此次改造內容，有系統層面，包括：配備英國的128型ASDIC系統、安裝SA预警雷达與SF水面搜索雷达、拆除其尾部的三聯裝魚雷發射管和將一些鍋爐給水的水箱替換成為重油，用來增長她的航程。此外，改造內容還有武裝的部分，包括：她的防空武器在卡薩布蘭卡維護時，就被拆除，因為要直接幫她安上中程高射炮——波佛斯40公釐砲，一座四聯裝炮放在尾部 138.6 毫米火砲的最上層，兩座雙聯裝炮在後煙囪前；10門單裝厄利孔20毫米机炮也在防空武器添加之列，其中四門安裝在艦橋兩側，其餘火砲安裝在船尾上層建築和魚雷管所在的平台上。與同級的可怖號和空想號不同，惡毒號在船尾上層建築並列安裝四個深水炸彈投擲器。
改裝後重編為輕巡洋艦，並加入第10輕型師被重新整編為第10輕巡洋艦師（Light Cruiser Division ）。儘管在波士頓進行現代化改造，但船舶的渦輪機在大量使用期間容易發生故障，需要大量維護。作為彌補，自由法國採取一項策略，即讓第10輕型巡洋艦師的三艘艦艇中的兩艘能隨時待命，而第三艘艦艇則得到修復。

### 收復法國

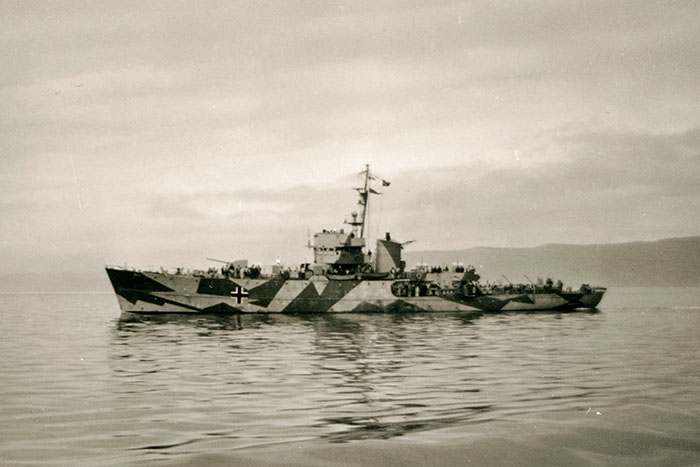
厄革里亞號

惡毒號的改造持續到11月，並於1943年12月19日離開美國，於12月31日與空想號在亞速群島一起行動，她們的任務是：搜索走私船。搜索幾周後，她於1944年1月22日掩護盟軍登陸義大利，參與鵝卵石行動，隨後2月的任務，自然是在義大利周圍巡邏，任務是：搜索納粹船隻。首次搜索是在2月28-29日，失敗；二度搜索是在2月29日-3月1日，幸運地，在伊斯特島遇到一支運輸艦隊，隨後爆發伊斯特戰役。期間聯合姊妹艦空想號擊沉的船有：加比亞諾級厄革里亞號 （Egeria） 、公羊級魚雷艇TA37號和目標——貨輪，此戰使軍方開始加強巡邏此處。她在三月時沒有收到巡邏任務，轉往埃及亞歷山卓大修，原因是引擎故障。同年4月，於克里特島南部與愛琴海附近巡邏，無所收穫，當月僅參與一場空襲，其餘時間都在「看海」。8月15日，與姊妹艦可佈號等艦艇在龍騎兵行動期間為盟軍提供砲火支援，以協助其於普羅旺斯搶灘登陸。在此期間，惡毒號從她的主砲發射了80發砲彈。當盟軍向土倫推進時，提供火力支援仍未停下。9月5日，她和美國格里維斯級驅逐艦拉德洛遭到德國版回天魚雷的攻擊，但未成功將盟軍艦艇擊沉 —— 這些船三艘沉沒，一艘被俘。順帶一提，惡毒號是法國投降後，第一批回到土倫的法國船隻之一，日期是1944年9月13日。。

### 失手

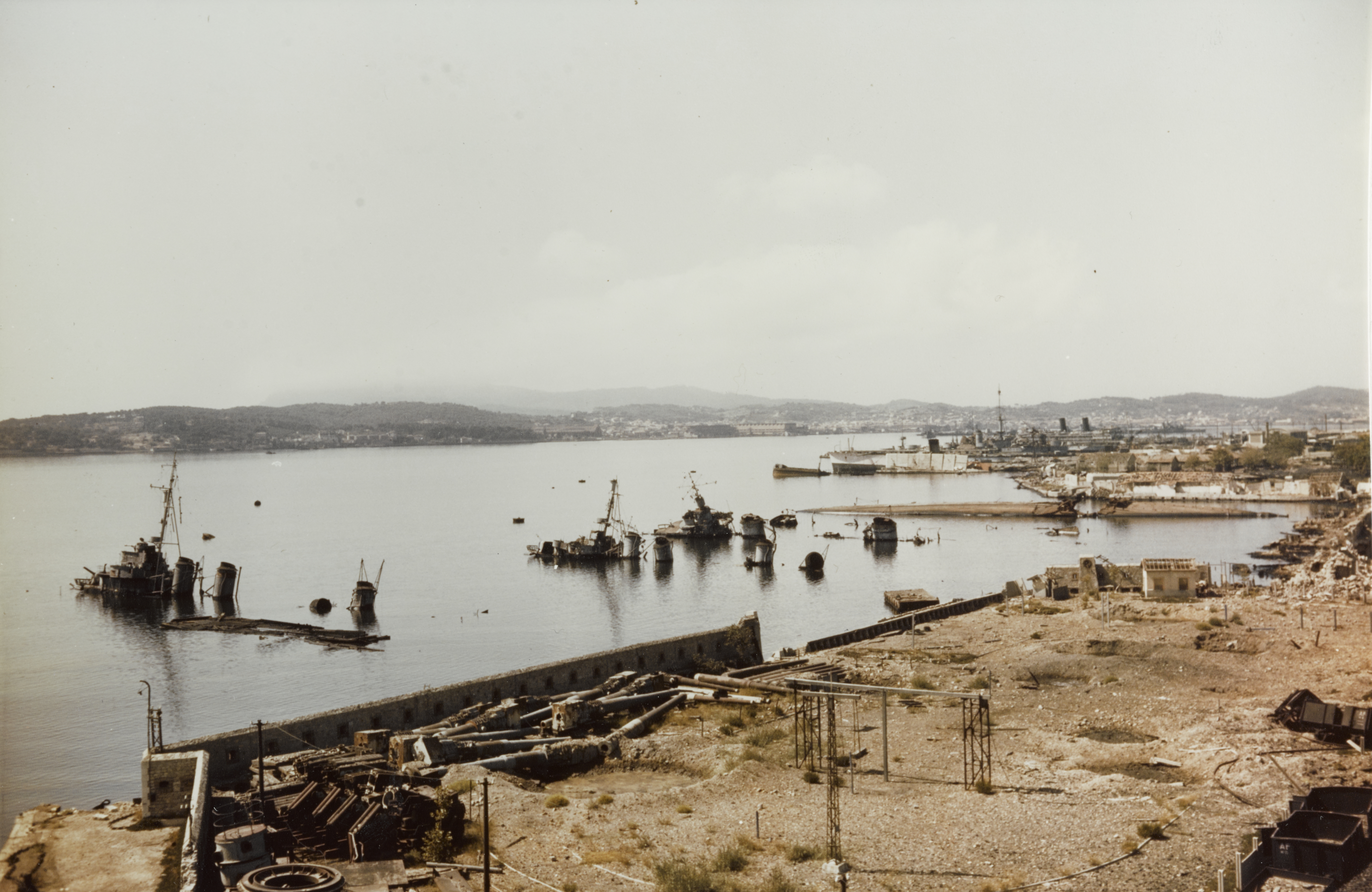
1944年的土倫港景色，
不屈號位於左3

1944年12月，一夜，惡毒號與姊妹艦可怖號進行小型演習，推測是操作失誤，她倆不慎撞在一起，前者的艦首應聲斷裂。此次事故造成共70餘人死亡，惡毒就此大修，持續到戰爭結束。惡毒因為艦艏嚴重損毀無法出航已成定局，當務之急當然是早點修好艦艏。然而，土倫才剛光復僅僅3個月，機械設施還在復原當中，把「頭」接回去顯然成了一項“大工程”，如何好好修復成了海軍部思考的問題。更糟的是，空想級大型驅逐艦的部分替換部件本身就較為稀缺，甚至有些需要重新按圖紙定制，像是：惡毒在亞歷山卓處理的的引擎問題，只是通過更換上姊妹艦勇敢號的引擎才解決……。
柳暗花明，在龍騎兵行動中被盟軍撈起的姊妹艦不屈號，已經被判為「推定全損（constructive total loss）」，通俗點就是“不如建個新的”。最為碰巧的是：惡毒與不屈還是共用同一套圖紙建造的艦艇，理論上兩艦的同部分艦體與設備，應是從同個模子出來的，總之她就像是惡毒的複製品。於是乎，海軍部決定將不屈號的艦艏拆下來，安在惡毒號的受損部位。1945年7月，經過半年的討論與推演，開始將不屈的艦艏拆下來，接在惡毒的相應位置，並於11月5日大功告成，「手術很成功」！
修復後，惡毒號內前往艦艏的通道出現一塊銘文，上面寫道：
"於此，是惡毒的結束，不屈的開始。"
 "Ici finit Le Malin et commence L'Indomptable" 

### 戰後
完成維修後，這艘船執行了幾次運輸任務。1947年元旦，第10輕巡洋艦師與第4巡洋艦師合併為巡洋艦大隊。在此期間，由於缺乏訓練有素的人員，空想級的四艘倖存艦艇中只有兩艘能在任何時候都處於活躍狀態。幸運地，惡毒號在其列，於1947年重新上工，之後於11月7日在法屬突尼斯比塞大開始改裝，一直持續到1948年10月，接著該船於1949年11月1日後處於待機狀態。1951年7月1日，所有空想級都重新分類，作為一級護航驅逐艦 （descorteurs de 1re classe ） 。同年進行了改裝，改為法國航空母艦的護航艦。此外，惡毒號在8月21日的改裝後的航速試驗中，測出極速41節，並沒有因戰損而使速度慢下來。一周後，這艘船伴隨著阿羅芒什號航母啟程前往法屬印度支那，她們於1951年9月至1952年5月在該地區留守。順帶一提，當時是第一次印度支那戰爭。
之後於1952年6月13日返回土倫，10天后駛往布雷斯特，她在8月1日被降為預備役。這艘船被用作法國海軍學院的固定訓練艦，隨後在拉尼永作為掃雷艦的浮動船堤使用。1964年2月3日，從海軍艦艇名單中除名，1965年到1976年，被閒置在洛里昂，就像防波堤一樣。最後於1977年，被拆解，惡毒號的一生由此結束。

## 資料來源
- Jordan, John & Moulin, Jean. . Barnsley, UK: Seaforth Publishing. 2015. ISBN 978-1-84832-198-4.
- Rohwer, Jürgen.  Third Revised. Annapolis, Maryland: Naval Institute Press. 2005. ISBN 1-59114-119-2.
- Jordan, John & Dumas, Robert. . Barnsley, UK: Seaforth Punblishing. 2009. ISBN 978-1-84832-034-5.
- , WorldWarTwo, 25 December 2004  [6 March 2019], （原始内容存档于2023-04-05）